# Martin Peters (Fußballspieler)
Martin Peters (* 8. November 1943 in Plaistow, London; † 21. Dezember 2019) war ein englischer Fußballspieler.
Martin Peters war ein Außenläufer von West Ham United. Er unterschrieb bei dem Londoner Club seinen ersten Profivertrag 1959, rückte allerdings erst 1962 in die erste Mannschaft auf. In der Saison 1964/1965 wurde er Stammspieler und gewann in der gleichen Saison den Europapokal der Pokalsieger im Finale gegen den TSV 1860 München. Im Mai 1966 ließ Nationaltrainer Alf Ramsey ihn erstmals im Vorbereitungsspiel zur Fußball-Weltmeisterschaft 1966 gegen Jugoslawien in der englischen Nationalmannschaft spielen. Bei diesem 2:0-Erfolg der Engländer konnte Peters überzeugen und wurde wenig später in den Kader zur WM nominiert.
Im Eröffnungsspiel Englands gegen Uruguay saß Peters noch auf der Bank; ab dem zweiten Gruppenspiel der Vorrunde spielte er jedoch von Beginn an bis zum Finale gegen Deutschland. Im Finale wäre er fast zum Helden des Endspiels aufgestiegen, als er die 2:1-Führung für England erzielte, jedoch konnte Wolfgang Weber kurz vor Schluss des Spiels noch den 2:2-Ausgleich erzielen. So wurde sein West-Ham-Kollege Geoff Hurst mit zwei weiteren Treffern in der Verlängerung zum Nationalhelden. Peters jedoch war fortan auch Stammspieler im englischen Nationalteam.
Im März 1970 wechselte Peters für die damalige Rekordtransfersumme von 200.000 britischen Pfund zum Lokalrivalen Tottenham Hotspur. Im selben Jahr nahm er an der Fußball-Weltmeisterschaft 1970 in Mexiko teil. Im Viertelfinale traf der Titelverteidiger erneut auf Deutschland und Peters erzielte zu Beginn der zweiten Halbzeit die 2:0-Führung für England. Coach Alf Ramsey nahm daraufhin seine besten Spieler Peters und Bobby Charlton aus der Partie. Ein verhängnisvoller Fehler des Trainers, denn England verlor das Spiel noch mit 2:3 in der Verlängerung und schied aus dem Turnier aus.
Peters’ Karriere im Nationaldress war von diesem Spiel an von Enttäuschungen geprägt. 1972 schied er mit England im Viertelfinale der Fußball-Europameisterschaft 1972 erneut gegen Deutschland aus – er hatte in der EM-Quali und im Viertelfinale in sieben Spielen mitgewirkt und dabei ein Tor erzielt – und 1973 verpasste er gegen Polen die Qualifikation zur Fußball-Weltmeisterschaft 1974. Er beendete daraufhin nach 67 Länderspielen seine internationale Karriere.
Bei seinem neuen Verein Tottenham verlief seine weitere Karriere erfolgreicher. 1972 gewann er im rein englischen Finale gegen die Wolverhampton Wanderers den UEFA-Pokal. 1974 erreichte er erneut das UEFA-Pokalfinale, verlor diesmal jedoch gegen Feyenoord Rotterdam. Nach dieser Saison verließ er Tottenham und ging zu Norwich City. Für Norwich spielte er bis 1980 über 200-mal und wurde dann Spielertrainer von Sheffield United. Insgesamt spielte Martin Peters bis 1981 882-mal in der damaligen First Division und erzielte 220 Tore. Eine Trainerkarriere schloss er allerdings nicht an, sondern ging ins Versicherungsgeschäft, bis er pensioniert wurde. Ab 1998 war er im Vorstand von Tottenham Hotspur.
Peters litt zuletzt an der Alzheimer-Krankheit. Er starb im Dezember 2019 im Alter von 76 Jahren.